# Cherry Blossom Girl
Cherry Blossom Girl är en låt av den franska duon Air, utgiven som singel i februari 2004. Låten finns med på albumet Talkie Walkie. Musikvideon regisserades av porrfilmsregissören Kris Kramski; den är förbjuden på YouTube.

## Låtlista
Singel och CD
1. "Cherry Blossom Girl (Radio Mix)" – 3:43
2. "Cherry Blossom Girl (Hope Sandoval Version)" – 2:53

Maxisingel
1. "Cherry Blossom Girl (Radio Mix)" – 3:43
2. "Cherry Blossom Girl (Simian Mobile Disco Mix)" – 5:54
3. "Fanny (CBG demo)" – 3:11

CD-maxisingel (Frankrike)
1. "Cherry Blossom Girl (Radio Mix)" – 3:43
2. "Cherry Blossom Girl (Simian Mobile Disco Mix)" – 5:54
3. "Cherry Blossom Girl (Danny Krivit Dub Remix)"
4. "Fanny (CBG Demo)" – 3:11

CD-maxisingel (Europa/USA)
1. "Cherry Blossom Girl (Radio Mix)" – 3:43
2. "Cherry Blossom Girl (Hope Sandoval Version)" – 2:53
3. "Cherry Blossom Girl (Simian Mobile Disco Mix)" – 5:54
4. "Fanny (CBG Demo)" – 3:11